# 학도병

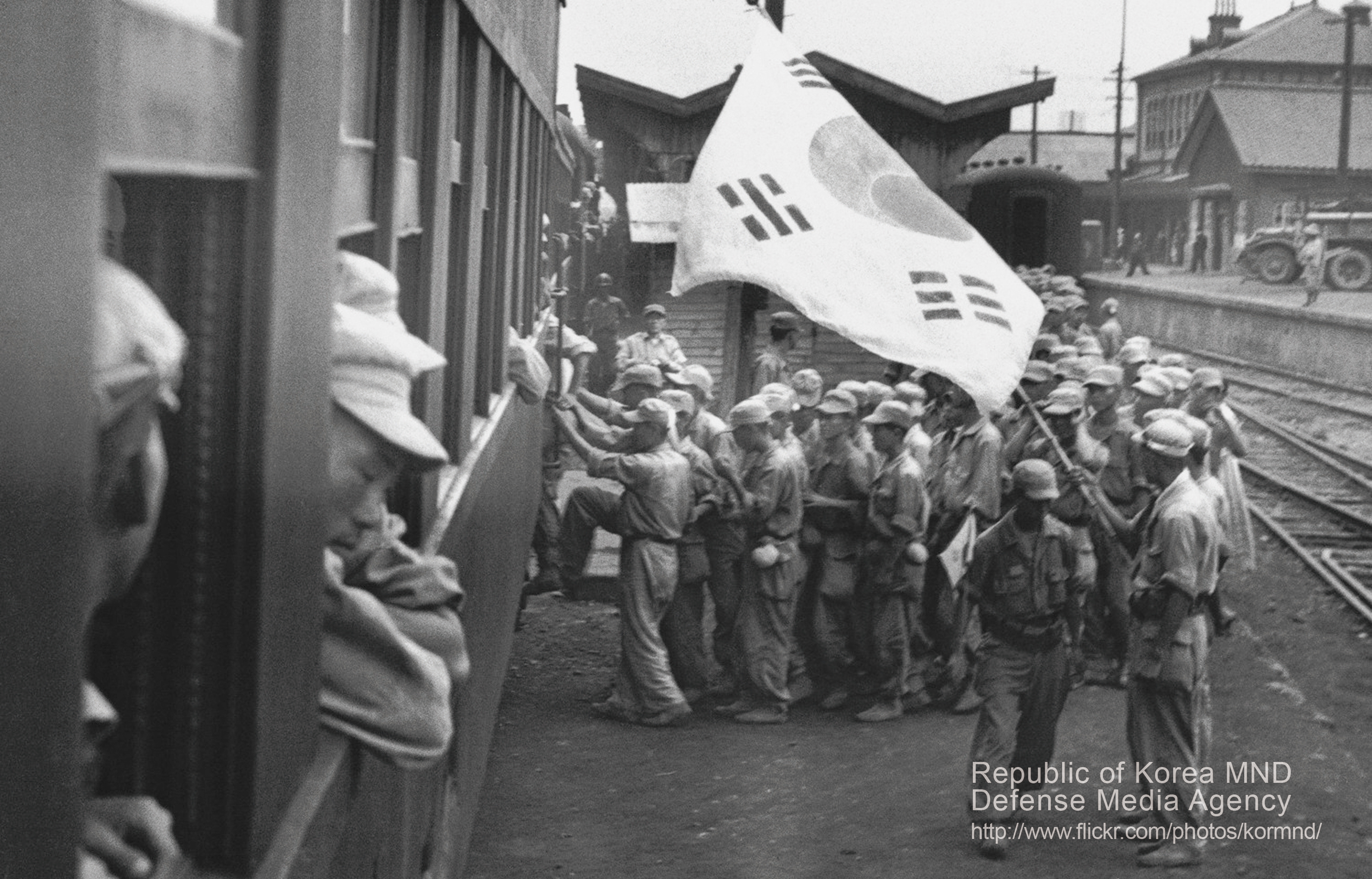
6·25 전쟁 시 학도병의 모습

학도병(學徒兵, student soldier)이란, 학생 신분으로 전쟁에 참전한 병사이다.